# حصار الزبارة 1795
حصار الزبارة: لقد تعرضت مدينة الزبارة، الواقعة في شمال غرب قطر، إلى عدد من الحصارات فترة ازدهارها، فبعد أن وصلت الدولة السعودية إلى ساحل الخليج العربي، سعت إلى بسط نفوذها على الزبارة. وفي عام 1290هـ/ 1795م عُين القائد إبراهيم بن عفيصان، أميرًا على الأحساء، فقام بالهجوم على قطر في عام 1787 في أول اتصال مباشر بين السعودية وقطر، وأخذ منهم إبلًا كثيرة وأموالًا من عربانهم باعها في الأحساء، كما قتل في هذا الهجوم خمسون رجلا من البورميح، وتذهب الرواية المحلية إلى أن ذلك الهجوم كان يستهدف آل مسلم، أعوان بني خالد في قطر، وخاصة مقرهم الرئيس في الحويلة، وأن هجوم النجديين على البورميح كان بطريق الخطأ.
ولعل تقديم أهل الزبارة الحماية لبعض زعماء بني خالد مثل زايد بن عريعر وعبد المحسن، وفرار عددٍ كبير من سكان الأحساء إلى الزبارة، في أعقاب الهجمات الوهابية المتتالية، وإيواء عتوب الزبارة للاجئين، ما أكد للوهابيين ضرورة إخضاع الزبارة لسلطتهم، فضلا عن الرفاه الاقتصادي الناتج عن النشاط التجاري. وبحجة نشر الدعوة الوهابية في قطر أمر سعود بن عبد العزيز بن سعود قائده ابن عفيصان بتجريد حملة عسكرية لتعقب زعماء بني خالد في قطر، ووصلت الحملة إلى شبه جزيرة قطر في عام 1791، وحدثت بينها وبين بعض أهالي قطر، أسفرت عن مقتل خمسين من القطريين، وفي عام 1793 توجهت حملة وهابية جديدة إلى مدينة الحويلة مقر آل مسلم، واستولت عليها، كما أخضعت قرى فريحة واليوسيفية والرويضة وغيرها من بوادي قطر، ولم يتبق سوى الزبارة، التي كانت منيعة بسورها.
تأكد الحكم السلفي في الأحساء منذ عام 1794، ومن ثم استأذن ابن عفيصان أميره في أن يزحف للهجوم على الزبارة، واستهل نشاطه ضدها بإرسال بعض الفرق للإغارة على ضواحي المدينة، بهدف أن يقطع عن أهاليها موارد عيشهم الضرورية، التي كانت توجد خارج أسوار المدينة، فقد كانوا يحصلون على الماء من آبار تقع على بعد سبعة أميال منها، والحطب من خارج سور المدينة، كما كانت مراعي حلالهم تقع خارج السور، وعندما وصلها ابن عفيصان فرض عليها الحصار من جهة البر، إذ إن السعوديين لم يكونوا يملكون أسطولا بحريًا، ومنع المترددين عليها عن طريق البرّ من (حطابة وسقاة)، فقاوم أهل المدينة الحصار اعتقادًا منهم أن السعوديين سيرفعونه إذا استعصت عليهم المدينة، ولكن القوات النجدية لم تملّ الحصار، وكانت الحملة ترسل في هذه الفترة بعض سراياها إلى حواضر قطرية أخرى أضعف تحصينًا من الزبارة، فاستولت على فريحة والحويلة واليوسيفية والرويضة، كما سبق الذكر.
واستعمل السعوديون القوارب التي استولوا عليها من تلك الحواضر لحصار الزبارة بحرًا إلا أن أهل الزبارة كان لهم من القوّة البحرية ما شتتوا به تلك السفن، ولكن أهل الزبارة لما «شاهدوا محاصرة إبراهيم عفيصان لهم، وأنه لا يندفع إلا بقوة تامة، وهم ليسوا بالمقاتلين له خارج السور؛ اتفق رأيهم بالحمل من الزبارة بالكلية ورحلوا إلى البحرين»، حيث أقاموا لهم مساكن في «جو»، وهي منطقة بالبحرين، وابتنوا لأنفسم قلعة هناك. ودخل ابن عفيصان إلى الزبارة. وشعر القائد السعودي بالأسى بعدما دخل تلك المدينة المهجورة، إذ أدرك أن الإزدهار الاقتصادي، الذي كانت تتمتع به صار إلى زوال.
وهكذا عندما أدرك أهل الزبارة بعدم مقدرتهم على مواجهة ابن عفيصان، ارتحلوا إلى البحرين، ولكنهم قبل رحيلهم «أرسلوا إلى عسكرهم الذي في الأكوات بأن يخربوا الأكوات، ويجون إلى الزبارة شيئًا فشيئًا، وهذا خوفًا منهم أن لو بقيت الأكوات على حالها لصارت مدارًا لعسكر بن عفيصان فيضرهم ذلك».وهكذا خضغت الزبارة للحكم السعودي في بداية عام 1799
.